# Medaille voor Moed (Kameroen)
De Medaille voor Moed (Frans: "Médaille de la Vaillance") van de Republiek Kameroen is een onderscheiding voor moed.
De medaille wordt verleend aan leden van de strijdkrachten, de politie en de nationale gendarmerie en bij uitzondering ook aan anderen die zich hebben onderscheiden tijdens oorlogshandelingen of ordehandhaving. De medaille wordt ongeacht rang, functie of nationaliteit verleend.
De militaire commandanten mogen de medaille op het slagveld postuum aan de gesneuvelden verlenen en ook aan gewonden uitreiken. De benoeming moet dan later worden bevestigd.
De medaille kan ook collectief worden toegekend aan een militaire eenheid of gemeenschap waarvan bijna alle leden hebben deelgenomen aan dezelfde "briljante actie".
De toekenning van de Medaille voor Moed gaat vergezeld van een diploma en geeft recht op een draagteken op het lint. Dit draagteken is een gouden palm voor verdiensten voor de natie, een zilveren palm voor verdiensten voor de strijdkrachten en een gouden ster voor verdiensten voor het leger, de nationale veiligheid of de politie. Het verlenen van dergelijke palmen en sterren is een Franse traditie die ook bij het Croix de Guerre voorkomt.

## Vorm en draagwijze
De medaille is niet rond; het is een 30 mm hoog bronzen schild. Op het schild is een, niet geëmailleerde, afbeelding van de vlag van Kameroen te zien.  Het schild is op een verticaal ontbloot zwaard met de punt naar beneden gelegd.
Op het gevest van het zwaard zijn de letters  "R" en "C" voor de Republiek Kameroen geplaatst en op de achterzijde draagt de onderscheiding de Latijnse inscriptie "In hoc Signo Vinces"
Men draagt de medaille aan een geel lint met brede rood-groene bies op de linkerborst.